# Capital One
Capital One Financial Corporation är en amerikansk multinationell bank- och finanskoncern tillika holdingbolag som erbjuder olika sorters finansiella tjänster till kunder i Kanada, Storbritannien och USA. De rankades 2018 som världens 159:e största publika bolag.
Capital One har sitt ursprung från 1988 när den regionala bankkoncernen Signet Banking Corporation grundade en kreditkortsdivision och där amerikanen Richard D. Fairbank och britten Nigel Morris blev utsedda att leda den. 1994 meddelade Signet att divisionen skulle knoppas av och bli ett självständigt bolag i syfte att försöka öka sitt företagsvärde för sina aktieägare. Det var tänkt initialt att det nya företaget skulle heta Oakstone Financial Corporation men efter några månader fick den istället namnet Capital One Financial Corporation. Allt blev officiellt i februari 1995.
De äger namnrättigheterna till arenan Capital One Arena i Washington, D.C. De sponsrade fotbollsklubbarna Nottingham Forest och Sheffield United under 2000-talet och fotbollsturneringen engelska Ligacupen mellan 2012 och 2016.
För 2017 hade banken en omsättning på omkring $27,7 miljarder och hade en personalstyrka på 49 300 anställda. Deras huvudkontor ligger i McLean i Virginia.